# Rudolf Geiger
Rudolf Oskar Robert Williams Geiger (Erlangen, 24 agosto 1894 – Monaco di Baviera, 22 gennaio 1981) è stato un climatologo e meteorologo tedesco.

## Opere principali
- (DE)  Das Klima der bodennahen Luftschicht. Verlag F. Vieweg & Sohn Braunschweig 1927 = Die Wissenschaft vol. 78; 2. Aufl. ebd. 1942; ab 3. Aufl. Titel mit dem Zusatz Handbuch der Mikroklimatologie ebd. 1950; 4. Aufl. ebd. 1961. – Weitere Ausgaben in englischer, spanischer und russischer Sprache. 5. Aufl. unter dem Titel The Climate near the Ground herausgegeben von Robert H. Aron und Paul Todhunter. Verlag F. Vieweg & Sohn Braunschweig 1995.
- (DE)  Handbuch der Klimatologie in fünf Bänden. Herausgegeben von W. Koeppen und R. Geiger (5 volúmenes, 19 partes). Verlag Gebrüder Borntraeger Berlin 1930-1943